# Mýdelníkotvaré
Mýdelníkotvaré (Sapindales) je řád rostlin, vyskytujících se od mírného do pantropického podnebného pásma, příslušející do třídy vyšších dvouděložných v kladu „Eurosids II“.

## Taxonomie
Se zavedením kladistické klasifikace, jejím současným vrcholem je taxonomický systém APG III, došlo v řádu mýdelníkotvarých k určitým změnám proti předchozímu hojně používanému Cronquistově taxonomickému systému založeném na morfologii a fyziologii.
Byla odsunuta čeleď Akaniaceae do řádu brukvotvarých, medokvětovité do kakostotvarých, klokočovité do Crossosomatales a čeleď kacibovité do nového řádu kacibotvarých. Byla ztotožněna čeleď Bretschneideraceae s čeledi Akaniaceae a Julianiaceae s ledvinovníkovitými. Rody z bývalých čeledí javorovitých a jírovcovitých byly přesunuty do čeledi mýdelníkovitých a rody z čeledě Cneoraceae do čeledě routovitých.
Nově byly vytvořeny čeledě: Biebersteiniaceae z rodu vyjmutého z čeledi kakostovitých, Kirkiaceae z čeledi simarubovitých a čeleď šamanichovité sloučením čeledí Nitrariaceae, Peganaceae a Tetradiclidaceae z řádu kacibotvarých.
Řád mýdelníkotvaré je nejvíce příbuzensky blízký s řády slézotvaré, brukvotvaré a Huerteales. V samotném řádu není příbuznost jednotlivých čeledí stejná, vzájemné fylogenetické vztahy jsou znázorněny zde:
|  | Kirkiaceae (Engl.) Takht.                                                                                    |
|  | |
|  | \| \| ledvinovníkovité (Anacardiaceae) Lindl. \| \| \| \| \| \| březulovité (Burseraceae) Kunth. \| \| \| \| |
|  | |
|  | ledvinovníkovité (Anacardiaceae) Lindl.                                                                      |
|  | |
|  | březulovité (Burseraceae) Kunth.                                                                             |
|  | |

|  | ledvinovníkovité (Anacardiaceae) Lindl. |
|  |                                         |
|  | březulovité (Burseraceae) Kunth.        |
|  |                                         |

|  | routovité (Rutaceae) Juss.                                                                          |
|  | |
|  | \| \| simarubovité (Simaroubaceae) DC \| \| \| \| \| \| zederachovité (Meliaceae) Juss. \| \| \| \| |
|  | |
|  | simarubovité (Simaroubaceae) DC                                                                     |
|  | |
|  | zederachovité (Meliaceae) Juss.                                                                     |
|  | |

|  | simarubovité (Simaroubaceae) DC |
|  |                                 |
|  | zederachovité (Meliaceae) Juss. |
|  |                                 |

|  | Kirkiaceae (Engl.) Takht.                                                                                    |
|  | |
|  | \| \| ledvinovníkovité (Anacardiaceae) Lindl. \| \| \| \| \| \| březulovité (Burseraceae) Kunth. \| \| \| \| |
|  | |
|  | ledvinovníkovité (Anacardiaceae) Lindl.                                                                      |
|  | |
|  | březulovité (Burseraceae) Kunth.                                                                             |
|  | |

|  | ledvinovníkovité (Anacardiaceae) Lindl. |
|  |                                         |
|  | březulovité (Burseraceae) Kunth.        |
|  |                                         |

|  | routovité (Rutaceae) Juss.                                                                          |
|  | |
|  | \| \| simarubovité (Simaroubaceae) DC \| \| \| \| \| \| zederachovité (Meliaceae) Juss. \| \| \| \| |
|  | |
|  | simarubovité (Simaroubaceae) DC                                                                     |
|  | |
|  | zederachovité (Meliaceae) Juss.                                                                     |
|  | |

|  | simarubovité (Simaroubaceae) DC |
|  |                                 |
|  | zederachovité (Meliaceae) Juss. |
|  |                                 |

|  | Kirkiaceae (Engl.) Takht.                                                                                    |
|  | |
|  | \| \| ledvinovníkovité (Anacardiaceae) Lindl. \| \| \| \| \| \| březulovité (Burseraceae) Kunth. \| \| \| \| |
|  | |
|  | ledvinovníkovité (Anacardiaceae) Lindl.                                                                      |
|  | |
|  | březulovité (Burseraceae) Kunth.                                                                             |
|  | |

|  | ledvinovníkovité (Anacardiaceae) Lindl. |
|  |                                         |
|  | březulovité (Burseraceae) Kunth.        |
|  |                                         |

|  | routovité (Rutaceae) Juss.                                                                          |
|  | |
|  | \| \| simarubovité (Simaroubaceae) DC \| \| \| \| \| \| zederachovité (Meliaceae) Juss. \| \| \| \| |
|  | |
|  | simarubovité (Simaroubaceae) DC                                                                     |
|  | |
|  | zederachovité (Meliaceae) Juss.                                                                     |
|  | |

|  | simarubovité (Simaroubaceae) DC |
|  |                                 |
|  | zederachovité (Meliaceae) Juss. |
|  |                                 |

|  | Kirkiaceae (Engl.) Takht.                                                                                    |
|  | |
|  | \| \| ledvinovníkovité (Anacardiaceae) Lindl. \| \| \| \| \| \| březulovité (Burseraceae) Kunth. \| \| \| \| |
|  | |
|  | ledvinovníkovité (Anacardiaceae) Lindl.                                                                      |
|  | |
|  | březulovité (Burseraceae) Kunth.                                                                             |
|  | |

|  | ledvinovníkovité (Anacardiaceae) Lindl. |
|  |                                         |
|  | březulovité (Burseraceae) Kunth.        |
|  |                                         |

|  | routovité (Rutaceae) Juss.                                                                          |
|  | |
|  | \| \| simarubovité (Simaroubaceae) DC \| \| \| \| \| \| zederachovité (Meliaceae) Juss. \| \| \| \| |
|  | |
|  | simarubovité (Simaroubaceae) DC                                                                     |
|  | |
|  | zederachovité (Meliaceae) Juss.                                                                     |
|  | |

|  | simarubovité (Simaroubaceae) DC |
|  |                                 |
|  | zederachovité (Meliaceae) Juss. |
|  |                                 |

|  | Kirkiaceae (Engl.) Takht.                                                                                    |
|  | |
|  | \| \| ledvinovníkovité (Anacardiaceae) Lindl. \| \| \| \| \| \| březulovité (Burseraceae) Kunth. \| \| \| \| |
|  | |
|  | ledvinovníkovité (Anacardiaceae) Lindl.                                                                      |
|  | |
|  | březulovité (Burseraceae) Kunth.                                                                             |
|  | |

|  | ledvinovníkovité (Anacardiaceae) Lindl. |
|  |                                         |
|  | březulovité (Burseraceae) Kunth.        |
|  |                                         |

|  | routovité (Rutaceae) Juss.                                                                          |
|  | |
|  | \| \| simarubovité (Simaroubaceae) DC \| \| \| \| \| \| zederachovité (Meliaceae) Juss. \| \| \| \| |
|  | |
|  | simarubovité (Simaroubaceae) DC                                                                     |
|  | |
|  | zederachovité (Meliaceae) Juss.                                                                     |
|  | |

|  | simarubovité (Simaroubaceae) DC |
|  |                                 |
|  | zederachovité (Meliaceae) Juss. |
|  |                                 |

|  | Kirkiaceae (Engl.) Takht.                                                                                    |
|  | |
|  | \| \| ledvinovníkovité (Anacardiaceae) Lindl. \| \| \| \| \| \| březulovité (Burseraceae) Kunth. \| \| \| \| |
|  | |
|  | ledvinovníkovité (Anacardiaceae) Lindl.                                                                      |
|  | |
|  | březulovité (Burseraceae) Kunth.                                                                             |
|  | |

|  | ledvinovníkovité (Anacardiaceae) Lindl. |
|  |                                         |
|  | březulovité (Burseraceae) Kunth.        |
|  |                                         |

|  | routovité (Rutaceae) Juss.                                                                          |
|  | |
|  | \| \| simarubovité (Simaroubaceae) DC \| \| \| \| \| \| zederachovité (Meliaceae) Juss. \| \| \| \| |
|  | |
|  | simarubovité (Simaroubaceae) DC                                                                     |
|  | |
|  | zederachovité (Meliaceae) Juss.                                                                     |
|  | |

|  | simarubovité (Simaroubaceae) DC |
|  |                                 |
|  | zederachovité (Meliaceae) Juss. |
|  |                                 |

|  | Kirkiaceae (Engl.) Takht.                                                                                    |
|  | |
|  | \| \| ledvinovníkovité (Anacardiaceae) Lindl. \| \| \| \| \| \| březulovité (Burseraceae) Kunth. \| \| \| \| |
|  | |
|  | ledvinovníkovité (Anacardiaceae) Lindl.                                                                      |
|  | |
|  | březulovité (Burseraceae) Kunth.                                                                             |
|  | |

|  | ledvinovníkovité (Anacardiaceae) Lindl. |
|  |                                         |
|  | březulovité (Burseraceae) Kunth.        |
|  |                                         |

|  | routovité (Rutaceae) Juss.                                                                          |
|  | |
|  | \| \| simarubovité (Simaroubaceae) DC \| \| \| \| \| \| zederachovité (Meliaceae) Juss. \| \| \| \| |
|  | |
|  | simarubovité (Simaroubaceae) DC                                                                     |
|  | |
|  | zederachovité (Meliaceae) Juss.                                                                     |
|  | |

|  | simarubovité (Simaroubaceae) DC |
|  |                                 |
|  | zederachovité (Meliaceae) Juss. |
|  |                                 |

|  | Kirkiaceae (Engl.) Takht.                                                                                    |
|  | |
|  | \| \| ledvinovníkovité (Anacardiaceae) Lindl. \| \| \| \| \| \| březulovité (Burseraceae) Kunth. \| \| \| \| |
|  | |
|  | ledvinovníkovité (Anacardiaceae) Lindl.                                                                      |
|  | |
|  | březulovité (Burseraceae) Kunth.                                                                             |
|  | |

|  | ledvinovníkovité (Anacardiaceae) Lindl. |
|  |                                         |
|  | březulovité (Burseraceae) Kunth.        |
|  |                                         |

|  | routovité (Rutaceae) Juss.                                                                          |
|  | |
|  | \| \| simarubovité (Simaroubaceae) DC \| \| \| \| \| \| zederachovité (Meliaceae) Juss. \| \| \| \| |
|  | |
|  | simarubovité (Simaroubaceae) DC                                                                     |
|  | |
|  | zederachovité (Meliaceae) Juss.                                                                     |
|  | |

|  | simarubovité (Simaroubaceae) DC |
|  |                                 |
|  | zederachovité (Meliaceae) Juss. |
|  |                                 |

## Charakteristika
Řád mýdelníkotvarých obsahuje okolo 460 rodů a ty jsou tvořeny asi 5600 druhy, z nichž většina patří do čeledí mýdelníkovitých a routovitých. Řád obsahuje vývojově mladší rostliny. Jsou to převážně stromy, vysoké až 60 m, keře i popínavé rostliny. Velká část druhů má žláznaté dutiny v listech nebo pryskyřičné kanálky ve dřevu i v kůře, mnohé obsahují saponiny a alkaloidy.
Listy většinou vyrůstají střídavě okolo stonku nebo v přeslenech, mnoho druhů má čepele dlanitě složené, lalokovité nebo zpeřené, i dvojnásobně. Některé listy jsou přeměněny v trny. Listy jsou s dlouhými řapíky nebo přisedlé, s palisty i bez.
Květy vyrůstají jednotlivě v úžlabí listů nebo vytvářejí květenství hroznovitá, vrcholíkovitá neb latnatá. Většina květů je pětičetných se svrchním semeníkem, mívají rozlišený kalich i korunu. Jsou opylovány hmyzem, mají barevné okvětní lístky a většinou voní, vylučují nektar. U mnoha druhů se úspěšně projevuje tendence po opylení květu cizím pylem, což je řešeno u oboupohlavných květů nesoučasným dozráváním pylu a vajíček v jednom květu nebo dosažením jednopohlavnosti květů tím, že část květů má funkční jen samčí a část květů jen samičí orgány. Tyto jednopohlavné květy mohou být současně na jedné rostlině nebo každý druh květů na jiné.
Plody jsou různé tobolky, peckovice a bobule, v přírodě je konzumují savci a ptáci, kteří pomáhají roznášet nestrávená semena po okolí. Některá semena jsou okřídlena a jsou rozšiřována větrem.
Mezi rody tohoto řádu patří například citrus, ruj, škumpa, jírovec, kadidlovník, korkovník, křídlatec, liči, longan, mangovník, mýdelník, myrhovník, pajasan, pepřovec, skimie, svitel a v české přírodě původní rody: javor a třemdava.

## Přehled čeledí
- březulovité (Burseraceae)
- ledvinovníkovité (Anacardiaceae)
- mýdelníkovité (Sapindaceae)
- routovité (Rutaceae)
- simarubovité (Simaroubaceae)
- šamanichovité (Nitrariaceae)
- zederachovité (Meliaceae)
- Biebersteiniaceae
- Kirkiaceae[3]